# Isobutironitrilo
El isobutironitrilo, también llamado cianuro de isopropilo y 2-metilpropanonitrilo, es un compuesto orgánico de fórmula molecular C4H7N.
Es un nitrilo cuya estructura corresponde a la del isobutano pero en donde uno de los carbonos se halla unido a un nitrógeno mediante un enlace C≡N.

## Propiedades físicas y químicas
A temperatura ambiente, el isobutironitrilo es un líquido incoloro con olor a almendras y una densidad inferior a la del agua (ρ = 0,770 g/cm³).
Tiene su punto de ebullición a 105 °C mientras que su punto de fusión es de -72 °C.
Es ligeramente soluble en agua (en proporción aproximada de 35 g/L) pero más soluble en acetona, alcohol y éter.
El valor del logaritmo de su coeficiente de reparto, logP = 0,46, denota una mayor solubilidad en disolventes apolares —como el 1-octanol— que en disolventes polares.
En forma de vapor, su densidad es 2,4 veces mayor que la del aire.
En cuanto a su reactividad, el isobutironitrilo es incompatible con agentes oxidantes y agentes reductores fuertes, así como con ácidos y bases fuertes.

## Presencia en el entorno
Tanto el isobutironitrilo como su isómero el butironitrilo han sido detectados en el espacio exterior por medio del Atacama Large Millimeter Array (ALMA), conjunto de radiotelescopios en Chile. Ambos compuestos han sido identificados dentro de una inmensa nube de gas en una región de formación estelar denominada Sagittarius B2, espacio interestelar situado a unos 300 años luz del centro galáctico Sagitario A* a unos 27 000 años luz de la Tierra.
Se han identificado hasta 50 características distintivas de isobutironitrilo y butironitrilo en el espectro de Sagittarius B2. De acuerdo a un modelo propuesto, ambos isómeros parecen generarse dentro o sobre capas de polvo y hielo, a través de la adición de radicales moleculares, si bien siguiendo distintas vías de reacción.
Hasta el descubrimiento del isobutironitrilo, todas las moléculas orgánicas detectadas en las regiones de formación estelar poseían cadenas lineales, por lo que este nitrilo es el primer compuesto con una estructura ramificada identificado en el espacio. Además, su abundancia sugiere que las cadenas ramificadas pueden ser la norma, y no la excepción, en el medio interestelar.
Por otra parte, se ha especulado con la posibilidad de que el isobutironitrilo pueda haber sido esencial para el origen de la vida primaria. El descubrimiento de este nitrilo en concreto sugiere que las moléculas complejas necesarias para la vida pueden tener su origen en el espacio interestelar.
La cantidad de estas moléculas habría ido aumentando durante el proceso de formación estelar temprana y, en una etapa posterior, dichos compuestos habrían sido transferidos a nuestro planeta.

## Síntesis y usos
El isobutironitrilo puede prepararse por reacción en fase vapor entre isobutiraldehido y amoníaco en presencia de alúmina modificada con álcali a 350-500 °C. La capacidad catalítica del sistema NaOH-Al2O3 aumenta conforme se incrementa la proporción de NaOH hasta 3mmol NaOH/g Al2O3, para descender después. El catalizador puede reciclarse fácilmente calentándolo con aire.
Otra forma de obtener este nitrilo es por pirólisis durante cromatografía gas-líquido (GLC) de 1-(dicloroamino)-2-metilpropano a 190-280 °C.
Este nitrilo ha sido estudiado en relación con la cloración de aminoácidos, proceso que conlleva la formación de monocloraminas y dicloraminas orgánicas que posteriormente se degradan a aldehídos, nitrilos y N-cloraldiminas. De este modo, la cloración de valina produce, entre otros compuestos, N,N-diclorovalina, compuesto que luego se degrada a isobutironitrilo y N-cloroisobutiraldimina.

## Precauciones
El isobutironitrilo es un compuesto fácilmente inflamable que tiene su punto de inflamabilidad a 8 °C, alcanzando su temperatura de autoignición a 482 °C.
Al arder puede desprender humos tóxicos conteniendo óxidos de nitrógeno y monóxido de carbono.
Es una sustancia tóxica si se ingiere o inhala que puede ocasionar irritación en piel y ojos.